# Michael Welch

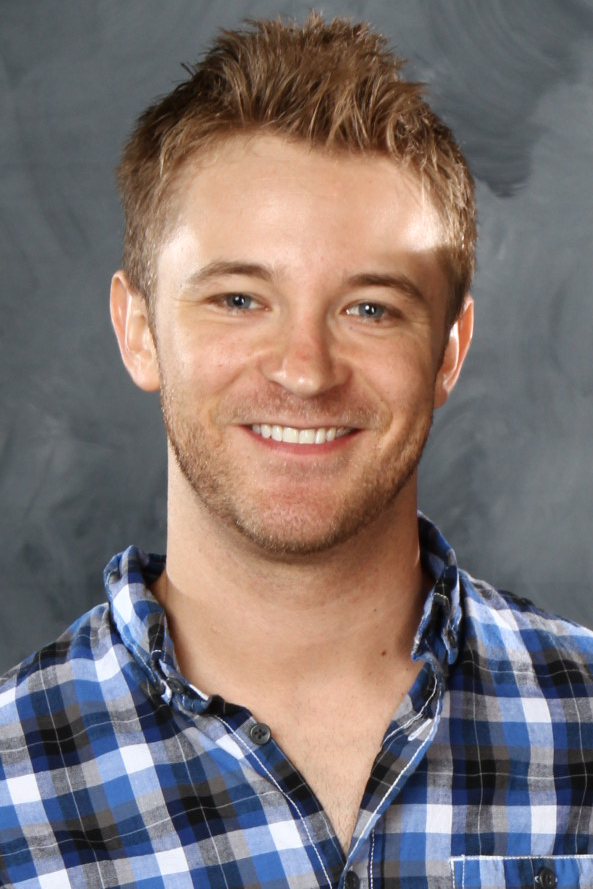
Michael Welch (2015)

Michael „Mike“ Alan Welch (* 25. Juli 1987 in Los Angeles, Kalifornien) ist ein US-amerikanischer Schauspieler.

## Leben
Michael  Welch wurde im Juli 1987 in Los Angeles, Kalifornien geboren und ist dort auch aufgewachsen. Er hatte Gastrollen in diversen Serien, darunter Stargate – Kommando SG-1, Akte X – Die unheimlichen Fälle des FBI, CSI: Den Tätern auf der Spur und Cold Case – Kein Opfer ist je vergessen. Im neunten Star Trek Film Der Aufstand absolvierte er seinen ersten Kinoauftritt. In dem 2006 erschienenen Film All the Boys Love Mandy Lane gehörte er erstmals zu den Hauptdarstellern. Außerdem lieh er Disneys Pinocchio in der gleichnamigen Zeichentrickserie vier Jahre lang seine Stimme. 2008 spielte er in dem Film Twilight – Biss zum Morgengrauen die Rolle des Mike Newton. Diese Rolle übernahm er auch in den drei Fortsetzungsfilmen New Moon – Biss zur Mittagsstunde, Eclipse – Biss zum Abendrot und Breaking Dawn – Biss zum Ende der Nacht, Teil 1.
Michael Welch ist Schlagzeuger in einer Band. Er ist Vater eines Sohnes.

## Filmografie
- 1998: Frasier (Fernsehserie, Folge 5x10 Frasier bei den Briten)
- 1998: Star Trek: Der Aufstand (Star Trek: Insurrection)
- 1999: Eine himmlische Familie (7th Heaven, Fernsehserie, Folge 3x20 All Dogs Go to Heaven)
- 1999: Walker, Texas Ranger (Fernsehserie, Folge 7x22 Jacob’s Ladder)
- 2000: Pretender (The Pretender, Fernsehserie, Folge 4x16 School Daze)
- 2001: Akte X – Die unheimlichen Fälle des FBI (The X–Files, Fernsehserie, Folge 8x10 Badlaa)
- 2001: Malcolm mittendrin (Malcolm in the Middle, Fernsehserie, Folge 2x13 Neue Nachbarn)
- 2001: Milo – Die Erde muss warten (Delivering Milo)
- 2002, 2009: CSI: Vegas (CSI: Crime Scene Investigation, Fernsehserie, 2 Folgen)
- 2003: Stargate – Kommando SG-1 (Fernsehserie, Folge 7x03 Der falsche Klon)
- 2003: State of Mind (The United States of Leland)
- 2003–2005: Die himmlische Joan (Joan of Arcadia, Fernsehserie, 45 Folgen)
- 2005: Without a Trace – Spurlos verschwunden (Without a Trace, Fernsehserie, Folge 4x02 Safe)
- 2005: Cold Case – Kein Opfer ist je vergessen (Cold Case, Fernsehserie, Folge 3x08 Honor)
- 2006: Navy CIS (NCIS, Fernsehserie, Folge 3x18 Bait)
- 2006: Crossing Jordan – Pathologin mit Profil (Crossing Jordan, Fernsehserie, Folge 5x19 Mysterious Ways)
- 2006: All the Boys Love Mandy Lane
- 2007: An American Crime
- 2007: The Beautiful Ordinary
- 2007: Numbers – Die Logik des Verbrechens (Numb3rs, Fernsehserie, Folge 4x03 Velocity)
- 2007: Law & Order: New York (Law & Order: Special Victims Unit, Fernsehserie, Folge 8x21 Pretend)
- 2008: Day of the Dead
- 2008: Twilight – Biss zum Morgengrauen (Twilight)
- 2008: The Riches (Fernsehserie, 4 Folgen)
- 2009: New Moon – Biss zur Mittagsstunde (The Twilight Saga: New Moon)
- 2010: Eclipse – Biss zum Abendrot (The Twilight Saga: Eclipse)
- 2010: Criminal Minds (Fernsehserie, Folge 6x02 JJ)
- 2010: Born Bad
- 2011: Bones – Die Knochenjägerin (Bones, Fernsehserie, Folge 6x17 The Feet on the Beach)
- 2011: Breaking Dawn – Biss zum Ende der Nacht, Teil 1 (The Twilight Saga: Breaking Dawn – Part 1)
- 2013: Hänsel und Gretel – Black Forest (Hänsel & Gretel Get Baked)
- 2013: Terror Z – Der Tag danach (The Demented)
- 2013: Grimm (Fernsehserie, Folge 3x04 Drei Schwestern)
- 2013: Grace Unplugged
- 2014–2015: Z Nation (Fernsehserie, 13 Folgen)
- 2014: Boy Meets Girl
- 2015: Scandal (Fernsehserie, Folge 4x14 Totenwache)
- 2015: Navy CIS: New Orleans (Fernsehserie, Folge 1x18 Das Herz will, was es will)
- 2015: A Haunting in Cawdor
- 2016: Lucifer (Fernsehserie, Folge 1x11 Der heilige Lucifer)
- 2016: The Catch (Fernsehserie, Folge 1x07 The Ringer)
- 2018: The Final Wish
- 2019: Seattle Firefighters – Die jungen Helden (Station 19, Fernsehserie, Folge 2x10)
- 2022: Hot Seat